# Латамблет, Норка
Норка Латамблет Додино (исп. Norka Latamblet Daudinot; 4 октября 1962, Гуантанамо, Куба) — кубинская волейболистка. Нападающая. Олимпийская чемпионка 1992, двукратная обладательница Кубка мира.

## Биография
Волейболом Норка Латамблет начала заниматься в 12-летнем возрасте, а уже через 4 года дебютировала в национальной сборной страны на чемпионате NORCECA, который проходил в Мехико и где кубинки стали серебряными призёрами турнира. В последующем Латамблет выступала за сборную Кубы на протяжении 12 лет и стала обладателем 16 медалей высшего достоинства, выигранных спортсменкой на официальных соревнованиях мирового и континентального уровня. В их числе «золото» на Олимпиаде-1992 в Барселоне. После сезона 1993 завершила игровую карьеру в сборной. В 1995—1996 играла в Италии за команду серии А2 «Трани».

## Достижения

### Со сборной Кубы
- Олимпийская чемпионка 1992.
- серебряный призёр чемпионата мира 1986.
- двукратный победитель розыгрышей Кубка мира — 1989, 1991;
  - серебряный призёр Кубка мира 1985.
- победитель розыгрыша Всемирного Кубка чемпионов 1993.
- победитель Мирового Гран-при 1993.
- 5-кратная чемпионка NORCECA — 1985, 1987, 1989, 1991, 1993;
  - двукратный серебряный призёр чемпионатов NORCECA — 1981, 1983.
- 3-кратная чемпионка Панамериканских игр — 1983, 1987, 1991.
- 3-кратная чемпионка Центральноамериканских и Карибских игр — 1982, 1990, 1993.